# オリバー・ボスビーシェル
オリバー・クリスチャン・ボスビーシェル（英: Oliver Christian Bosbyshell、1839年1月3日 - 1921年8月1日）は、1889年から1894年までアメリカ合衆国造幣局フィラデルフィアの監督官を務めた。南北戦争では、敵の行動によって最初に負傷した北軍兵だと主張してもいた。その部隊が1861年4月にボルチモア市を行軍中に、南軍同調者が投げた物体によって額に痣を作った。
ボスビーシェルはミシシッピ州で生まれた。その両親はフィラデルフィアの出身であり、ボスビーシェルはペンシルベニア州スクーカル郡で育った。鉄道で短期間働き、法律を勉強した後で、南北戦争が勃発したときに北軍に入隊した。ペンシルベニア第25志願兵連隊で短期間任務に就いた後、ペンシルベニア第48志願兵連隊に移り、以後3年間その隊で務めた。第二次ブルランの戦い、サウス山の戦い、アンティータムの戦いなどに参戦した。少佐に昇進してその連隊を率いたが、1864年10月に徴兵期間満了となり、休暇は拒否されたので除隊になった。
その後ボスビーシェルはペンシルベニア州に戻り、2つの事業に就いたが成功しなかった。共和党の政治にも関わり、退役兵の団体であるグランドアーミー・オブ・レパブリックの活動に参加した。1869年にフィラデルフィア造幣所の地位に指名され、1876年には貨幣鋳造主任、1889年には監督官に指名され4年間務めた。ボスビーシェルの造幣所の部下の一人が金の延べ棒を盗み、容疑者が逮捕されたときに全てが回収できなかったので、ボスビーシェルはその損失の責任を取らされた。1899年には議会の法によってその法的責任を回避された。その後は保険会社の役員となり、1921年に死んだ。

## 初期の経歴と南北戦争
オリバー・クリスチャン・ボスビーシェルは1839年1月3日に、ミシシッピ州ヴィックスバーグで生まれた。父は同名のオリバー・クリスチャン・ボスビーシェル、母はメアリー・アン（旧姓ホィットニー）だった。両親共にフィラデルフィアの旧家の出身であり、ヴィックスバーグには一時的に住んでいただけだった。父は問屋業に従事していた。その倉庫を破壊した火事のときに消火に当たっていて気管支炎を患い、その健康を快復することを期待して船旅を行ってフィラデルフィアに戻った後に死んだ。その8週間後に息子が生まれ、母のメアリー・アンは新生児を連れて、ミシシッピ州からペンシルベニア州スクーカル郡にあった母の父の家に戻った。ボスビーシェルはそこで成長し、地元の公立学校に通った。15歳の時に学校を卒業し、電報配達員となり、さらにその後の3年間はその分野の様々な職に就いていたが、その後法律分野の職を求めることを決心した。まず弁護士のフランシス・W・ハグビーについて法律を勉強し、その後叔父のウィリアム・ホィットニーに付いた。両人ともポッツビル市に住んでいた。1861年、南北戦争が勃発した時、ボスビーシェルはまだ勉学中だった。
1861年4月15日、エイブラハム・リンカーン大統領が、アメリカ合衆国を守るために戦う志願兵5万人の招集を呼びかけた。翌日、ボスビーシェルは地元の民兵隊であるワシントン砲兵隊に入隊し、直ぐにワシントンに向かった。その途中の4月17日、ボルチモアの通りを行軍する必要があった。南軍同調者の敵対的な群衆が集まっており、ボスビーシェルがその後一生語っていたことに拠れば、石ともレンガとも様々に表現した飛び道具を当てられた。それは大きな痣を作り、一時的に失神していたが、出血は無かった。ボスビーシェル兵士は北軍側で最初に負傷した者とされ、その数分後に飛び道具で肌を破られたアフリカ系アメリカ人従僕が、北軍のために初めて血を流したものと見られた。しかし、ボルチモア暴動の公式記録ではボスビーシェルが負傷者に入っていない。
ワシントンでは、部隊がアメリカ合衆国議会議事堂の上院会議場側のレディース・ギャラリーを宿舎にした。4月18日にワシントンに最初に着いた350人のペンシルベニア州兵士は「第一守備隊」と呼ばれ、戦後その生存者がその名前で同好会を結成した。彼らが議事堂に泊まっている間に、リンカーン大統領、国務長官のウィリアム・スワード、陸軍長官のサイモン・キャメロンが訪問してきた。ボスビーシェルはリンカーンのことを回想して、「そう、ここの部屋の中にいる全ての者の上に聳えているのは、戦争の偉大な中心人物だった。私はその顔の親切そうな様子、その腕と脚がぎこちなくぶら下がっていること、共和国最初の兵士達を前に明らかに恥ずかしがっていること、彼の態度に重大でむしろ陰気なものがあることに印象を受けた」と記していた。
ワシントン砲兵隊はペンシルベニア第25志願兵連隊H中隊に再編され、ポトマック川を下ってワシントン砦に送られ、そこの防御度を上げるために3か月を費やした。ボスビーシェルは正規軍の中尉任官を提案されたが、志願兵任務を好むと言って辞退した。この中隊の徴兵期限が明けたとき、ボスビーシェルはペンシルベニア第48志願兵連隊G中隊少尉として北軍に再入隊し、1861年10月1日からまる3年間務めた。

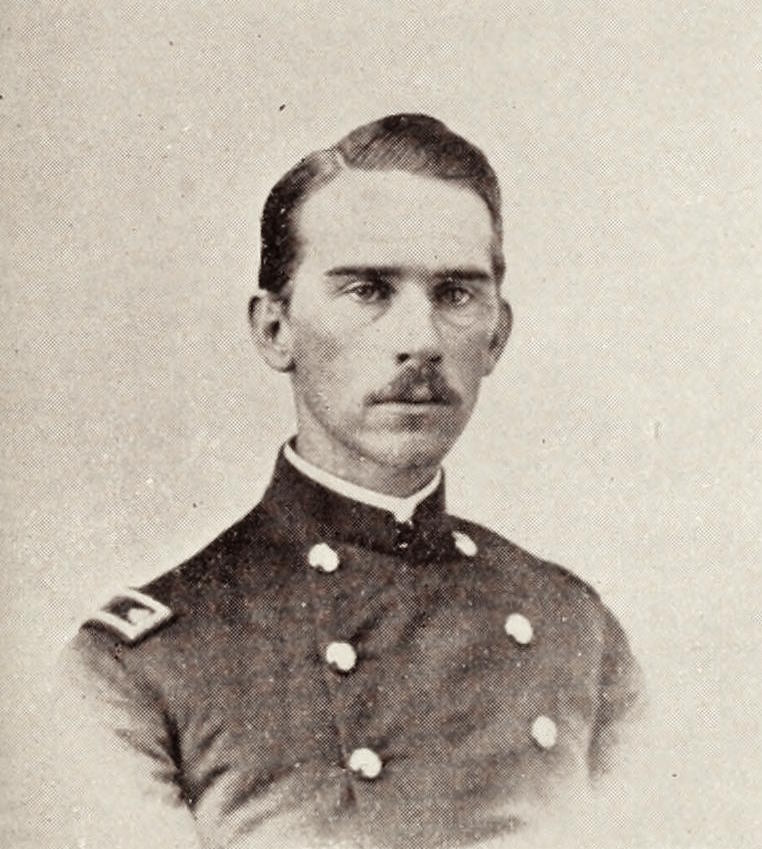
少佐の制服のオリバー・ボスビーシェル

ボスビーシェルは再入隊後約1か月、ハリスバーグで連隊付き徴兵担当士官だったが、11月1日、連隊と共にバージニア州モンロー砦から、ノースカロライナ州ハッテラスに船で移動した。そこでボスビーシェルは連隊の副官代行として、また軍法会議では法務官を務めた。アンブローズ・バーンサイド将軍がニューバーンを攻撃したとき、バーンサイドは第48連隊の6個中隊を率い、ボスビーシェルも連れて行った。ただし、G中隊は北軍に入っていなかった。1862年4月と5月、ボスビーシェルは連続して中尉と大尉に昇進し、中隊長となった。その後は中隊を率いて第二次ブルランの戦い、アンティータムの戦い、フレデリックスバーグの戦いに参戦した。フレデリックスバーグの後で、再度軍法会議の法務官になった。1863年初期に連隊が西部に移動すると、ボスビーシェルはケンタッキー州ルイビルの憲兵司令官になった。ルイビルに駐屯する間に休暇を得てペンシルベニアの家に戻り、牧師の娘マーサ・ステムと結婚した。
1863年9月、連隊がテネシー州での北軍の行動に加わるために移動を命じられると、ボスビーシェルは第48連隊が入っている第9軍団第1旅団の副参謀補代行となった。そこでブルースプリングスの戦いやキャンベルズ・ステーションの戦いで戦い、ノックスビル包囲戦に参加した。1864年、連隊の補充を行うために再びペンシルベニアに戻った。旅団の役職に戻ると、オーバーランド方面作戦ではアフリカ系アメリカ人の部隊を指揮した。
1864年7月10日、ボスビーシェルは少佐に昇進し、第48連隊長就任を命ぜられたが、一時的に旅団の役職に留まっていた。このとき北軍は、南軍の首都リッチモンドの南にあるピータースバーグを包囲していた。第48連隊の指揮官代行だったヘンリー・プレザンツは、文民の時には鉱山技師であり、南軍の前線の下にトンネルを掘って大きな爆弾を爆発させる作戦を立てた。数週間にわたる準備を行った後、その爆弾は7月30日に爆破され、南軍の前線に大きな穴を明けた。南軍は最初の衝撃が収まった後で、兵士を再集合させ、北軍のへまにも助けられて、前線を破る動きを撃退した。クレーターの戦いと呼ばれたこの戦闘で、ボスビーシェルはアフリカ系アメリカ人部隊を指揮しており、400名以上の被害を出した。プレザンツはがロバート・B・ポッター将軍の参謀に昇進したので、ボスビーシェルが1864年8月2日に第48連隊長になった。
ボスビーシェルはその部隊を率いてグローブ・タバーンの戦いとピーブル農園の戦いに参戦した。1864年9月、個人的な用件でペンシルベニアに戻るために休暇を取ろうとした。これが拒否され、ボスビーシェルの3年間の徴兵期限が切れていたために、1864年10月1日付で除隊となった。

## ペンシルベニアへの帰還

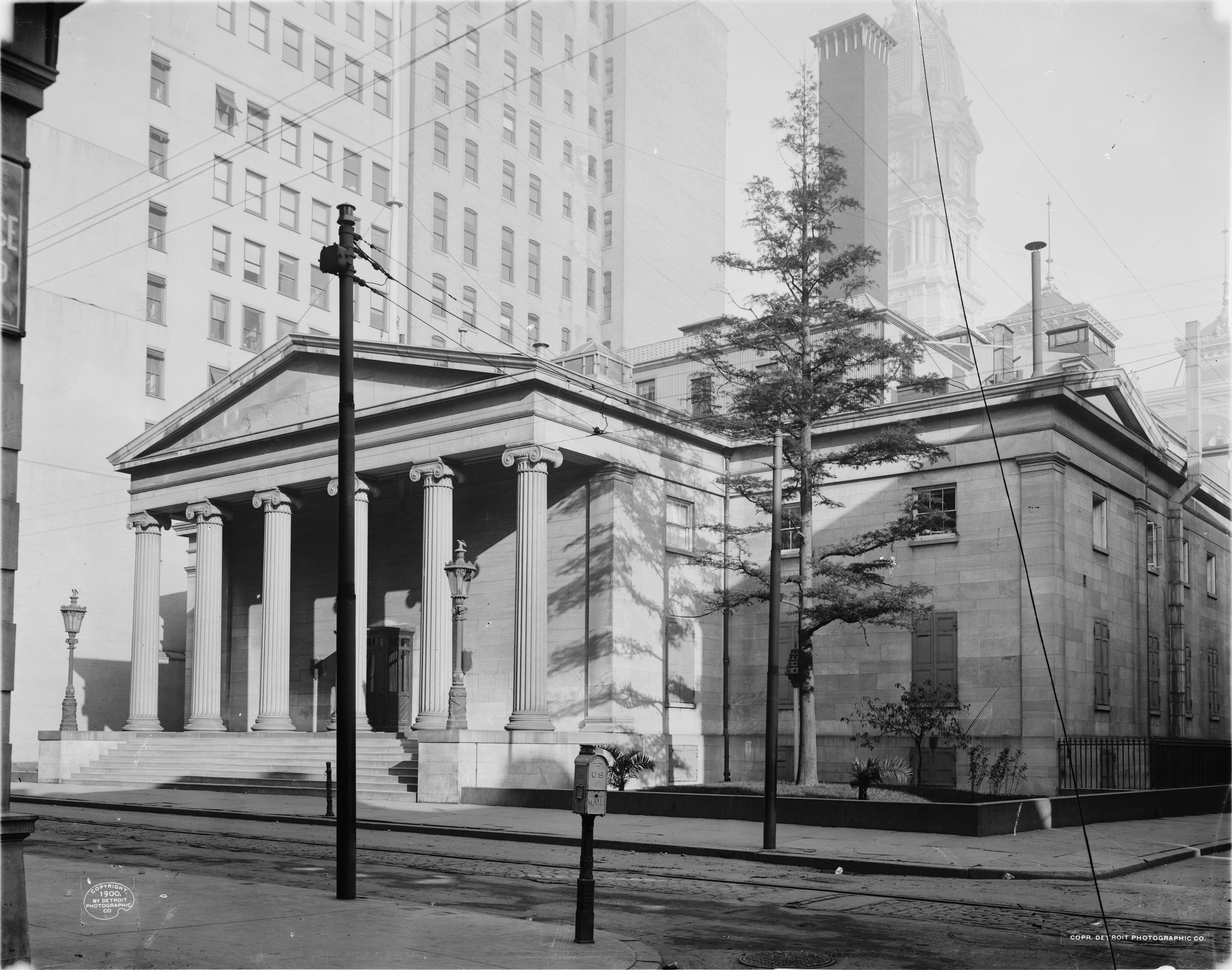
2代目のフィラデルフィア造幣所（1933年-1901年）

ボスビーシェルはポッツビルに戻り、最初は銀行業に入り、その後本と文具の商売を行ったが、どちらも「散々な」結果だった。共和党員として1866年にスクーカル郡の首席書記官選挙に出馬したが落選した。
戦後まもなく、北軍の退役兵による組織グランドアーミー・オブ・レパブリックが設立された。ボスビーシェルは首席書記官の選挙運動中にスクーカル郡の支部組織化を求められたが、候補者という位置づけにあったのでこれを断った。しかし翌年、グランドアーミー・オブ・レパブリックに加入し、ポッツビルで第24支部を組織化した。間もなくスクーカル郡地区指揮官となり、1869年にはペンシルベニア州の部門長に選ばれた。
1869年、ボスビーシェルはフィラデルフィア造幣所の預託金登録者として雇われ、同市に転居した。貨幣鋳造主任のA・ラウドン・スノウデンはボスビーシェルを気に入り、1872年には貨幣鋳造補に昇進させた。1876年、スノウデンが郵便局長になるために造幣局を去ると、ユリシーズ・グラント大統領がボスビーシェルを貨幣鋳造主任に昇進させた。グラントは1876年12月14日にボスビーシェルを指名し、12月26日にアメリカ合衆国上院によってその指名が確認された。貨幣学歴史家のQ・デビッド・ボワーズに拠れば、ボスビーシェルは貨幣鋳造主任である間に、造幣局の設備と時代遅れの型を使い、1873年、1875年、1876年のものを含め、稀な3ドル貨幣を鋳造した。ボスビーシェルの任期中、パターン・コイン、再鋳造、および異なる金属で打たれた貨幣が大量に、コネのある収集家やディーラーに流れた。またボスビーシェルが退職後まもなくそのような貨幣の個人的な収集品を大量に売却した。
ボスビーシェルは1885年初期まで貨幣鋳造主任を務めた。グロバー・クリーブランドの第一次政権が近づき、民主党員が造幣局の役人に指名されたので、ボスビーシェルはフィラデルフィア市会計監査役の首席書記官の職を確保した。ボスビーシェルは共和党員であり、フィラデルフィア市は民主党が抑えていたにも拘わらず雇われたのは会計監査役のロバート・デシャートと友人だったからだった。
ボスビーシェルはグランドアーミー・オブ・レパブリックとの関わりを続け、1876年にはフィラデルフィアで開催された第10回全エンキャンプメントの手配を行う委員になった。1879年、フィラデルフィア市の第2ポスト指揮官に選ばれた。ペンシルベニア州軍の第2連隊にも加入し、1878年には少佐、1880年には中佐に選出された。

## 造幣局監督官

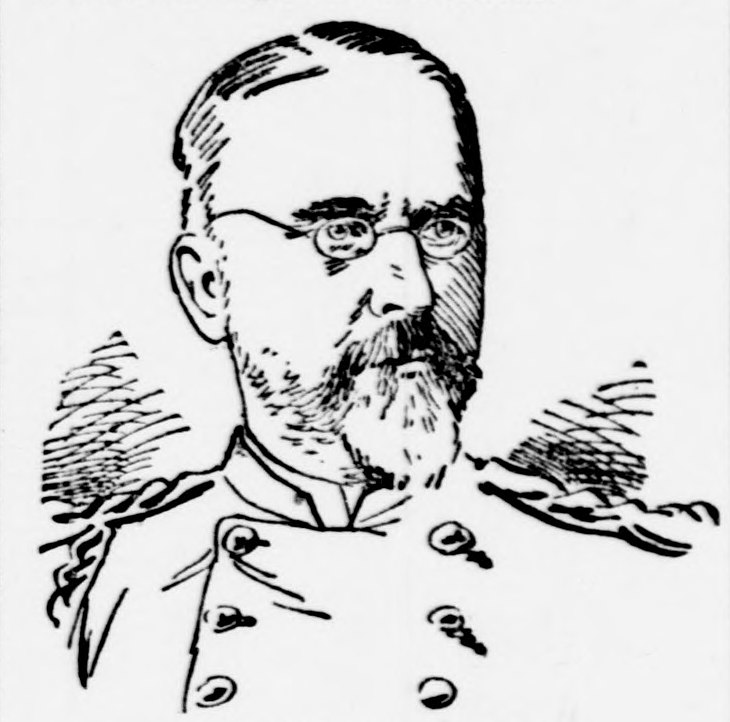
州軍の制服を着たボスビーシェル、1893年の木版画

1889年10月17日、ベンジャミン・ハリソン大統領がボスビーシェルをフィラデルフィア造幣所の監督官に任命した。上院の会期中ではなかったので、ボスビーシェルの任命は休会任命となった。1889年11月1日に就任宣誓を行った。その職の初日に花束をもって出迎えられ、職を求める人々の大量の手紙も受け取った。このとき責任を持たされた造幣所の資産に対する受け取りを書き、前任者の計算書に過誤が無いことを確認した。同年12月16日に上院が会期に入り、ハリソンがボスビーシェルを任命した。翌日、バーモント州選出上院議員ジャスティン・モリルが、ボスビーシェルの任命が挙げられる上院財政委員会のために、ボスビーシェルの任命を確認することを推奨した。上院は12月19日に確認した。
1890年、ボスビーシェルは、当時破産していたキーストン国定銀行に国の資金4,200ドルを預けた。ボスビーシェルは自分の年収に比べて300ドル少ないだけのその負債に対して責任があり、分割してそれを返済し、1894年に完済した。同年8月、州軍連隊の大佐に選出された。ボスビーシェルは仲間の士官の幾人かに嫌われていたので、この選挙は予想外に接戦だった。1892年7月のホームステッド暴動に続いて、ペンシルベニア州知事ロバート・E・パッティソンがストライキで荒れた町に秩序を取り戻すために民兵隊の出動を命じた。ボスビーシェルはホームステッドの町に前衛連隊を率いて行った。そこではストライキ参加者が抵抗しなかった。1893年8月、ボスビーシェルは州軍任務から退役した。

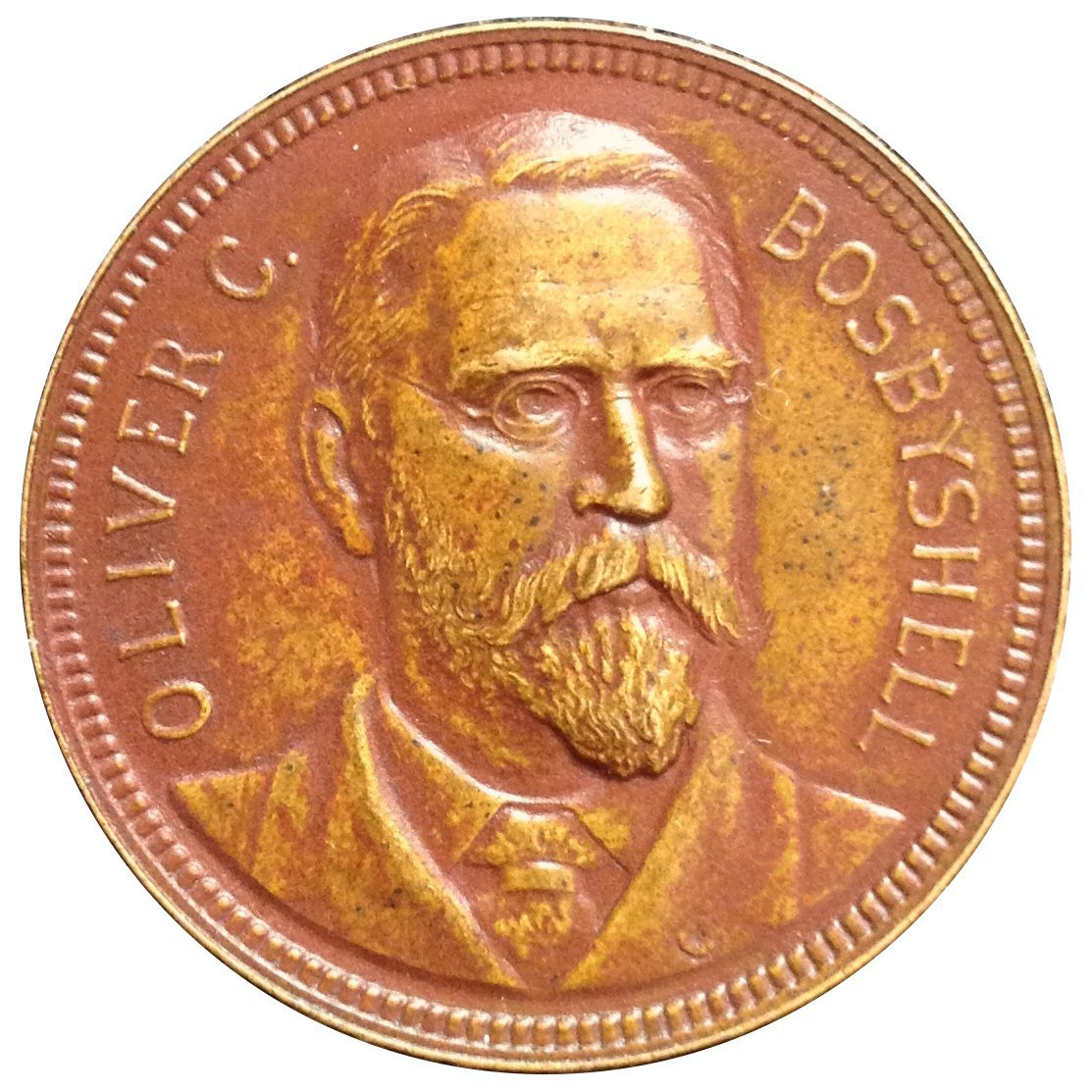
メダルに描かれたボスビーシェル、彫師補のジョージ・T・モーガンがデザイン

1873年にアメリカ合衆国議会が慣習を廃止する前は、政府が銀を金と同様な法定通貨にしていた。このことで1800年代後半には大きな政治論争の1つに結び付いた。多くの者が1873年以前の法に戻すことを要求しており、そうするために政府が全ての銀を回収して銀貨に打ち直すことを必要とした。1891年1月3日、「自由銀」提唱者2人が大きな銀塊を持ってフィラデルフィア造幣所を訪問し、それを貨幣にすることを要求した。計量係がこれを拒否すると、彼らはボスビーシェルを出すように要求し、ボスビーシェルは彼らに会ったが、その要求は断った。しかし、彼らの要求に合わせて大衆が持ってくる銀の貨幣鋳造を法が禁じていると、文書を書いた。
ボスビーシェルは、バーバー貨幣、コロンブス半ドル貨、イザベル4分の1ドル貨など、新しい硬貨を鋳造したときに造幣局監督官だった。1893年に発行された4分の1ドル貨の場合、そのデザインについて造幣局の中で相談に乗り、当初そのデザインのために雇われていたキャロライン・ペドルに手紙を書き、貨幣に描かれるカスティーリャのイサベル女王の像に王冠を被せないよう要求した。それから間もなく、ペドルはこの計画から身を引いた。
1892年、クリーブランドが1期おいて再度大統領に当選した。民主党が力を取り戻し、1894年3月下旬、造幣局支配人ロバート・プレストンがボスビーシェルに、その地位をユージン・タウンゼンドに引き継ぐよう求めてきた。このことは造幣所にある1セント貨や5セント貨まで全てを数え直すことを必要としていた。ボスビーシェルは監督官としてその担保について保証人と相談した後、数え直し（3か月掛かると予測された）が終わるまで辞任することに抵抗したが、それでも指示された1894年3月31日には辞任することになった。

## 後年、興味と死
ボスビーシェルは1893年2月にフィデリティ国定生命保険会社の副社長に選出されていた。同年12月、その代わりに財務官に選出され、1908年まで続けることになった。ウィリアム・マッキンリー大統領が、分析評価委員会1898年の委員にボスビーシェルを指名した。

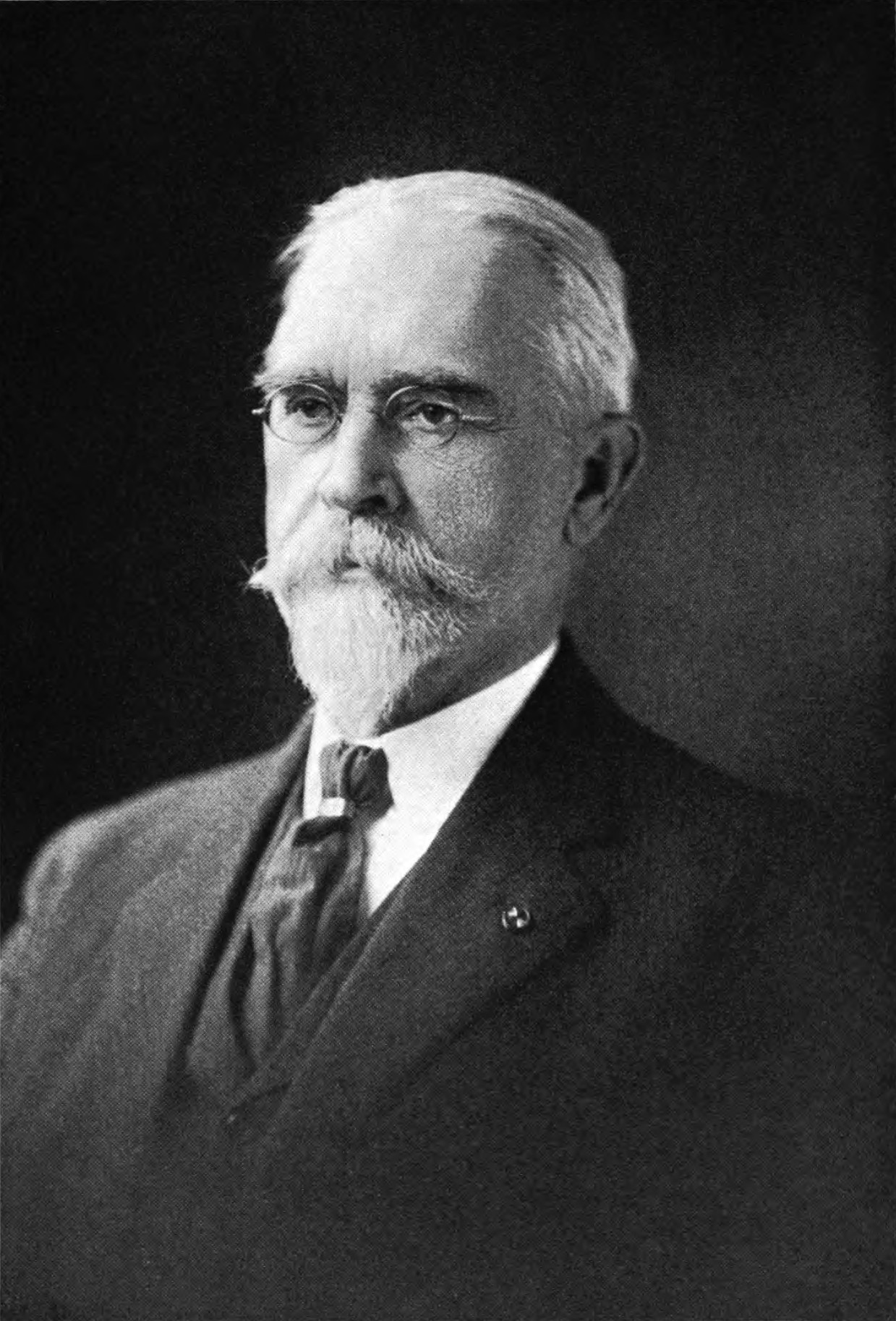
晩年のボスビーシェル

1893年9月、フィラデルフィア造幣所で大きな窃盗事件が発生した。計量係のヘンリー・コクランが1887年に封じられた金庫室から密かに金の延べ棒を抜き取っていた。その部屋は一体型のドアが無く、格子のドアがあったが、幾らか緩かった。ボスビーシェルは前任者のダニエル・M・フォックスからフィラデルフィア造幣所の資産を引き継いだときに、金の重量を測ることを求められなかった。1893年に金を持ち出して貨幣に鋳造されたときに、その不足が分かった。幾らかの金は取り戻されたが、それでも12,810.82ドル相当の金が不足し、ボスビーシェルが1894年に辞任した後で政府は彼を訴え、彼と担保の保証人に対して不利な判断を確保した。ボスビーシェルはアメリカ合衆国控訴裁判所第3巡回裁判所に控訴したが、結局不利な裁定が下った。地区裁判所は、無くなったと言われた銀貨733ドルについては、ボスビーシェル有利の裁定とし、金だけを問題にした。ボスビーシェルは最高裁判所の審査を求めたが、議会による救済も求め、1899年2月2日、議会がその法的責任を回避させ、訴訟を無効にした。
1898年、米西戦争が勃発し、ボスビーシェルはペンシルベニア州軍第19連隊を編成してその連隊長を務め、祖国防衛に使われた。この任務は1898年8月から1899年11月まで続いた。
ボスビーシェルはグランドアーミー・オブ・レパブリックの他にも多くのことに興味を持ち活動した。聖公会教会では、フィラデルフィア救い主教会の教区委員となった。長年聖歌隊を指揮し、日曜学校にも関わり、監督官ともなった。自分の連隊の戦時の経験を記念するために1895年には『戦中の第48連隊』を出版した。その他にも幾つか退役兵の団体に加入した。ロッジ・オブ・メイソンズ大学の理事会議長を務めた。系譜学に興味を抱き、1910年頃に『クリスチャンとエリザベス（オリバー）・ボスビーシェルの子孫たち、1782年-1910年』を出版した。
オリバー・ボスビーシェルは卒中を患った後の1921年8月1日に死んだ。その後には子供の1人、オリバーと数人の孫たちが残った。妻のマーサとの間には4人の息子が居た。マーサは1914年に死亡していた。長男のネイサンは23歳の1888年にロサンゼルスで死んでいた。